# Tethystola inermis
Tethystola inermis är en skalbaggsart som beskrevs av Maria Helena M. Galileo och Martins 2001. Tethystola inermis ingår i släktet Tethystola och familjen långhorningar.
Artens utbredningsområde är Venezuela. Inga underarter finns listade i Catalogue of Life.